# 517 v.Chr.
Het jaar 517 v.Chr. is een jaartal volgens de christelijke jaartelling.

## Gebeurtenissen

### Klein-Azië
- Sardis wordt de hoofdstad van Ionië.

### Griekenland
- Hecataeus van Milete maakt voor het eerst melding van de Kelten.